# Русин Василь Павлович
Василь Павлович Русин (2 січня 1919, Лецовиця — 21 жовтня 2005, Київ) — український радянський правознавець, партійний і державний діяч. Кандидат у члени ЦК КПУ в 1966—1976 роках. Депутат Верховної Ради СРСР 2-го скликання і Верховної Ради УРСР 3—8-го скликань. Член Президії Верховної Ради УРСР у 1969—1974 роках.

## Біографія
Народився 2 січня 1919 року в селі Лецовиці (нині Мукачівського району Закарпатської області) в бідній селянській родині. Навчався в народній школі і Мукачівській гімназії.
У 1939 році нелегально перейшов угорсько-радянський кордон. Був засуджений до п'яти років виправно-трудових таборів. Після звільнення у 1942 році вступив до Першої Чехословацької окремої бригади, що формувалася в Бузулуку, воював у її складі. Пізніше був направлений у партизанську школу при Українському штабі партизанського руху, після якої 13 вересня 1944 року був десантований на Закарпаття командиром партизанського руху. Його загін діяв в Мукачівському і Свалявському районах.
Член ВКП(б) з 1943 року.

Могила Василя Русина, Байкове кладовище

У 1945 році очолив Спеціальний суд Закарпатської України, потім працював головою Закарпатського обласного суду (в 1946—1952 роках). У 1952 році заочно закінчив Львівський університет.
У 1952—1955 роках — прокурор Закарпатської області.
У 1955—1958 роках — заступник голови виконавчого комітету Закарпатської обласної ради депутатів трудящих.
У серпні 1958—1963 роках — прокурор Закарпатської області.
З червня 1963 року по 1974 рік — голова виконавчого комітету Закарпатської обласної ради депутатів трудящих. З 1974 року був заступником міністра соціального забезпечення УРСР.
Помер в Києві на 87-му році життя 21 жовтня 2005 року. Похований разом з родиною (зокрема заслуженим лікарем України Михайлом Хилинським) на Байковому кладовищі (ділянка № 49б, 50°25′3.22″ пн. ш. 30°30′2.61″ сх. д. / 50.4175611° пн. ш. 30.5007250° сх. д.).

## Нагороди
Нагороджений чотирма орденами Трудового Червоного Прапора (в тому числі 3.01.1969), орденами Вітчизняної війни 1-го і 2-го ступенів, орденом Жовтневої Революції, українськими орденами Богдана Хмельницького і «За заслуги» 3-го ступеня, чехословацьким орденом.